# Bollnäs tingslag
Bollnäs tingslag var ett tingslag i Gävleborgs län.
Tingslaget bildades 1694 och uppgick 1877 till Södra Hälsinglands västra tingslag
Domsaga var från 1771 Södra Hälsinglands domsaga, Hälsinglands domsaga dessförinnan.

## Socknar
- Bollnäs socken